# Jack Johnson (muzyk)
Jack Hody Johnson (ur. 18 maja 1975 na Hawajach) – amerykański wokalista, autor tekstów, muzyk, aktor, producent muzyczny, twórca filmów dokumentalnych i zawodowy surfer. Sukces komercyjny zawdzięcza debiutanckiej płycie Brushfire Fairytales (2001). Zasłynął tworzeniem oryginalnej muzyki, będącej połączeniem folku, soft rocka, bluesa i muzyki akustycznej. W niektórych piosenkach Johnsona wyczuwalne są także wpływy muzyki Boba Dylana i Dave’a Matthewsa. 

## Życiorys
Urodził się na Hawajach jako syn Patricii Lynn „Patti” i surfera Jeffreya „Jeffa” L. Johnsona. Jego rodzeństwo to Peter i Trent. Johnson nauczył się surfingu i skateboardu od przyjaciela swojego ojca, Alexa Conella. 
W wieku 14 lat nauczył się gry na gitarze. Gdy miał 15 lat spotkał swoją pierwszą dziewczynę, Mayę Saxby-Jones, która, jak przyznał, zawsze miała wpływ na jego twórczość. Zainspirowany związkiem z Mayą, Jack zaczął rozwijać swoją muzyczną karierę. 
Był profesjonalnym surferem dopóki nie uległ wypadkowi na Banzai Pipeline, w wyniku którego założono mu 150 szwów. Wielu ludzi uważało, iż to w wyniku tego zdarzenia Jack zajął się muzyką. W wywiadzie dla magazynu „Rolling Stone” powiedział on jednak, że podjął decyzję o zerwaniu z zawodowym surfingiem tydzień przed wypadkiem. W wieku 17 lat stał się najmłodszym uczestnikiem, któremu udało się zakwalifikować do finału zawodów surferów. Ostatecznie nie wziął on udziału w etapie finałowym, gdyż został zdyskwalifikowany z konkursu. Wiarę w Johnsona utrzymywała tylko jego przyjaciółka Tessa, która umacniała Johnsona w przekonaniu, że wciąż może spełnić swoje marzenia. Wracając do zdrowia w szpitalu zajął się pisaniem tekstów i ćwiczeniem gry na gitarze. 
Mimo to Jack nie myślał na poważnie o zawodowym zajęciu się szeroko pojętą sztuką, aż do czasu studiów na University of California w Santa Barbara. To tutaj spotkał również swoją przyszłą żonę, Kim.  
Johnson zajmuje się obecnie nie tylko muzyką, ale także tworzy filmy o surferach i prowadzi działalność wspierającą ochronę środowiska.

## Życie prywatne
22 lipca 2000 ożenił się z Kim Baker, z którą ma troje dzieci.

## Dyskografia

### Albumy
| Rok  | Tytuł                                                  | Wytwórnia                          | Pozycja           | Pozycja         | Pozycja       | Pozycja   | Pozycja | Pozycja | Pozycja | Pozycja |
| Rok  | Tytuł                                                  | Wytwórnia                          | Stany Zjednoczone | Wielka Brytania | Nowa Zelandia | Australia | Kanada  | Niemcy  | Austria | Francja |
| ---- | ------------------------------------------------------ | ---------------------------------- | ----------------- | --------------- | ------------- | --------- | ------- | ------- | ------- | ------- |
| 2001 | Brushfire Fairytales                                   | Everloving Records                 | 34                | 36              | 1             | 13        | —       | —       | —       | —       |
| 2003 | On and On                                              | The Moonshine Conspiracy/Universal | 3                 | 30              | 1             | 2         | —       | 88      | 50      | 94      |
| 2005 | In Between Dreams                                      | Brushfire/Universal Records        | 2                 | 1               | 1             | 1         | 3       | 7       | 13      | 46      |
| 2006 | Sing-A-Longs and Lullabies for the Film Curious George | Brushfire/Universal Records        | 1                 | 39              | 1             | 1         | 1       | 3       | 2       | 42      |
| 2008 | Sleep Through the Static                               | Brushfire/Universal Records        | 1                 | 1               | 1             | 1         | 1       | 2       | 3       | 6       |
| 2010 | To The Sea                                             | Brushfire/Universal Records        | 1                 | 1               | 1             | 1         | 1       | 4       | 4       | 18      |
| 2013 | From Here To Now To You                                | Brushfire/Universal Records        | 1                 | 7               | 3             | 3         | 1       | 9       | 5       | 6       |
| 2017 | All The Light Above it Too                             | Brushfire/Universal Records        | 5                 | 46              | 8             | 3         | 8       | 24      | 27      | 64      |

### Soundtracki i EP
- 2000: Thicker than Water
- 2001: Out Cold
- 2002: September Sessions Pirate Looks At 40
- 2005: Some Live Songs EP
- 2005: Sprout
- 2006: A Brokedown Melody Let It Be Sung Home

### Albumy wirtualne i EP
- 2004: iTunes Originals - Jack Johnson
- 2005: Sessions@AOL - EP

### Kompilacje
- 1999: Philadelphonic G. Love & Special Sauce – "Rodeo Clowns"
- 2004: The Hustle G. Love & Special Sauce – "Give it to you"
- 2004: Donavon Frankenreiter – "Free"
- 2004: White People Handsome Boy Modeling School – "Breakdown"
- 2005: Look at All the Love We Found – "Badfish"/"Boss DJ"
- 2005: Monkey Business The Black Eyed Peas – "Gone Going"
- 2005: Fly Between Falls Animal Liberation Orchestra – "Girl I Wanna Lay You Down"
- 2006: Lemonade G. Love & Special Sauce – "Rainbow"
- 2006: Rhythms del Mundo: Cuba Buena Vista Social Club – "Better Together"
- 2007: Instant Karma: The Amnesty International Campaign to Save Darfur – "Imagine" Johna Lennona

### Single
| Rok  | Tytuł                                            | Pozycja           | Pozycja         | Pozycja       | Pozycja   | Pozycja | Pozycja | Pozycja | Pozycja | Album                                                             |
| Rok  | Tytuł                                            | Stany Zjednoczone | Wielka Brytania | Nowa Zelandia | Australia | Kanada  | Niemcy  | Austria | Francja | Album                                                             |
| ---- | ------------------------------------------------ | ----------------- | --------------- | ------------- | --------- | ------- | ------- | ------- | ------- | ----------------------------------------------------------------- |
| 2002 | "Flake"                                          | 73                | —               | 6             | —         | —       | —       | —       | —       | Brushfire Fairytales                                              |
| 2003 | "The Horizon Has Been Defeated"                  | —                 | —               | 43            | —         | —       | —       | —       | —       | On and On                                                         |
| 2004 | "Taylor"                                         | —                 | —               | 33            | 27        | —       | —       | —       | —       | On and On                                                         |
| 2005 | "Sitting, Waiting, Wishing"                      | 66                | —               | 25            | 24        | —       | 82      | 51      | —       | In Between Dreams                                                 |
| 2005 | "Good People"                                    | —                 | 50              | 25            | —         | —       | —       | —       | —       | In Between Dreams                                                 |
| 2005 | "Breakdown"                                      | —                 | 73              | —             | —         | —       | —       | —       | —       | In Between Dreams                                                 |
| 2005 | "Sitting, Waiting, Wishing" (brytyjska reedycja) | —                 | 65              | —             | —         | —       | —       | —       | —       | In Between Dreams                                                 |
| 2006 | "Better Together"                                | —                 | 24              | —             | —         | —       | —       | —       | —       | In Between Dreams                                                 |
| 2006 | "Upside Down"                                    | 38                | 30              | 22            | —         | 9       | 54      | 36      | —       | Sing-A-Longs and Lullabies for the Film Curious George            |
| 2006 | "Talk of the Town"                               | —                 | —               | —             | —         | —       | —       | —       | —       | Sing-A-Longs and Lullabies for the Film Curious George            |
| 2007 | "Imagine"                                        | 90                | —               | —             | —         | 41      | —       | —       | —       | Instant Karma - The Amnesty International Campaign to Save Darfur |
| 2007 | "If I Had Eyes"                                  | 47                | 60              | 33            | —         | 11      | 73      | 37      | —       | Sleep Through the Static                                          |
| 2010 | "You And Your Heart"                             | 20                | —               | —             | 94        | 40      | 64      | —       | —       | To The Sea                                                        |

## Wideografia
- 2005: Jack Johnson: Live in Japan/A Weekend at the Greek